# 多極体制
多極体制（たきょくたいせい、英: Multipolar System）、もしくは多極化（たきょくか、英: Multipolarization）とは、複数の国家もしくはグループが世界に影響を与えている国際社会を指す。

## 歴史

### 第二次世界大戦以前

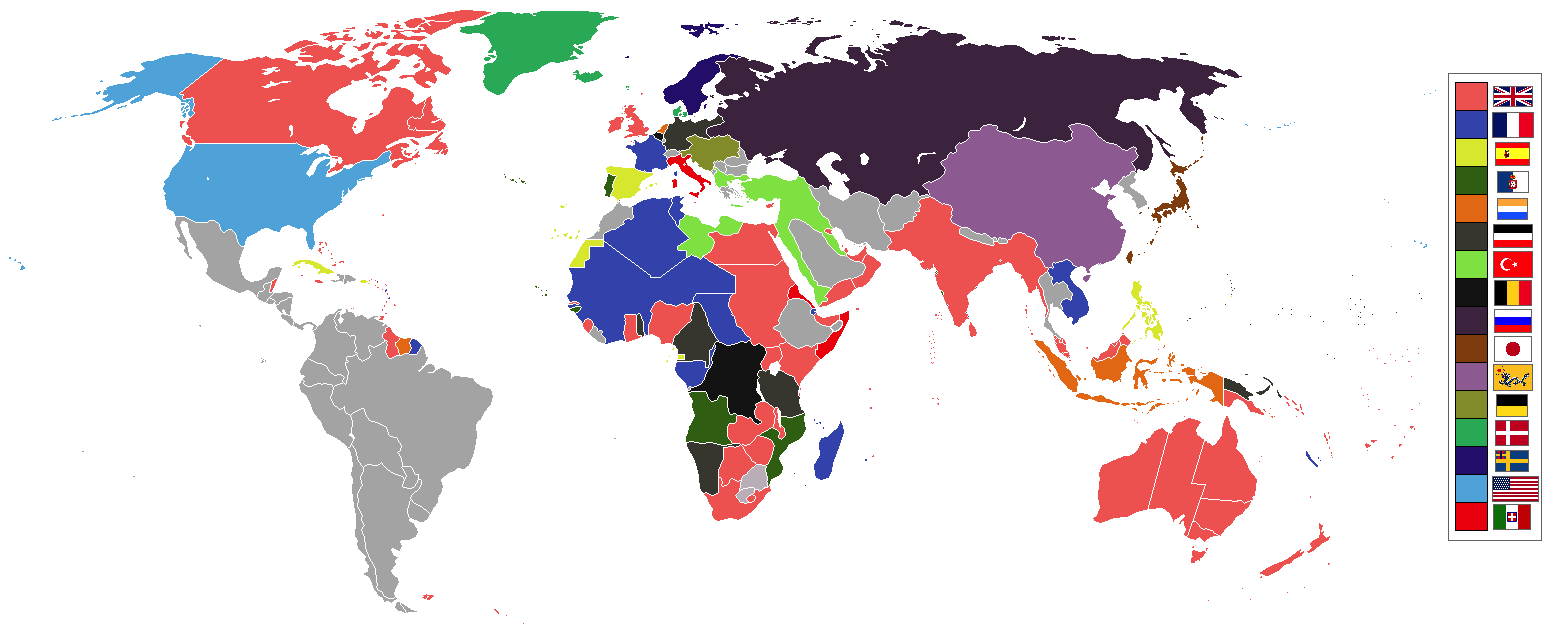
1898年当時の帝国主義列強勢力図

多極体制の起源は19世紀末期から20世紀初期の帝国主義・植民地主義時代に求めることができる。当時は数多く列強がしのぎを削り、それぞれの国で複雑な対立・同盟関係を形成していた。しかし、第一次世界大戦で帝国主義国家・植民地主義国家の衰退が始まり、第二次世界大戦で帝国主義・植民地主義時代は終結した。
1945年に第二次世界大戦が終わると、世界は資本主義を名目とするアメリカ合衆国と、社会主義を名目とするソビエト連邦の2か国が覇権を握る両極体制へと移行した。両極体制において、小国は2つの超大国のいずれかから援助を受ける外交を展開していた。しかし、1991年にソビエト連邦は崩壊。これ以後2000年代にかけて、唯一の超大国であるアメリカ合衆国による一極体制が続くことになる。

### 9.11テロと一極体制の衰退
ソビエト連邦が崩壊し、1992年からはアメリカ合衆国の一極体制（パクス・アメリカーナ）の時代が始まった。しかし、2001年9月11日に起こったイスラム過激派によるアメリカ同時多発テロ事件を引き金として、アメリカの一極体制に陰りが見え始める。2000年代後半に入るとロシア連邦、中華人民共和国、イランなど、アメリカによる一極体制を否定する国が現れ始める。ロシアは「冷戦の敗戦国」であったが、豊富な天然資源で景気が好転し、特に9.11テロ以後は冷戦時代の復活を夢見て21世紀の世界における新たな極になろうとしており、「アメリカ合衆国による一極支配は受け入れられない」「世界は多極的であるべきだ」とアメリカを批判している。

### リーマンショックと無極化

世界各国の軍事的な勢力図
青色は北大西洋条約機構加盟国
水色は上海協力機構・集団安全保障条約加盟国
緑色はアフリカ連合加盟国
赤色は南米防衛評議会

アメリカ合衆国も一極体制が原因で2007年から2010年にかけて世界同時不況を惹き起こしており、ロシアや中国、イランを初めとする反米国家から大きな批判を浴びている。そして、世界同時不況を象徴する2008年9月15日のリーマン・クライシス、列びに同年11月14日の第1回G20首脳会議によって、アメリカの一極体制の時代は終わることになった。2008年以後の多極体制の象徴とされたG20を嚆矢にして、アメリカ合衆国と共に欧州連合・中華人民共和国・インド・ラテンアメリカ諸国・ロシア・中東諸国などが世界経済を牽引してゆく状況になっている。
アメリカ合衆国は「世界の警察」として、強大な発言力と軍事力を誇っていた。しかし中国やロシア、イランの国力増大や、ラテンアメリカの「脱アメリカ」志向は、アメリカの一極体制を脅かしつつある。2014年3月18日、ロシアが軍事力を背景にクリミアの編入を強行した事について、専門家からはアメリカ合衆国の力が弱まり、世界の多極化が進んでいることが指摘されている。ただ、2014年時点の世界は多極体制ではなく、「無極体制」であるとする向きもあり、地球上からどこにも絶対的な力を持つ国家（ヘゲモニー）が無くなっていることで世界の流動化、不安定化、いわばカオス化が進んでいるという見方もあった。

### BRICSおよびGSと多極化

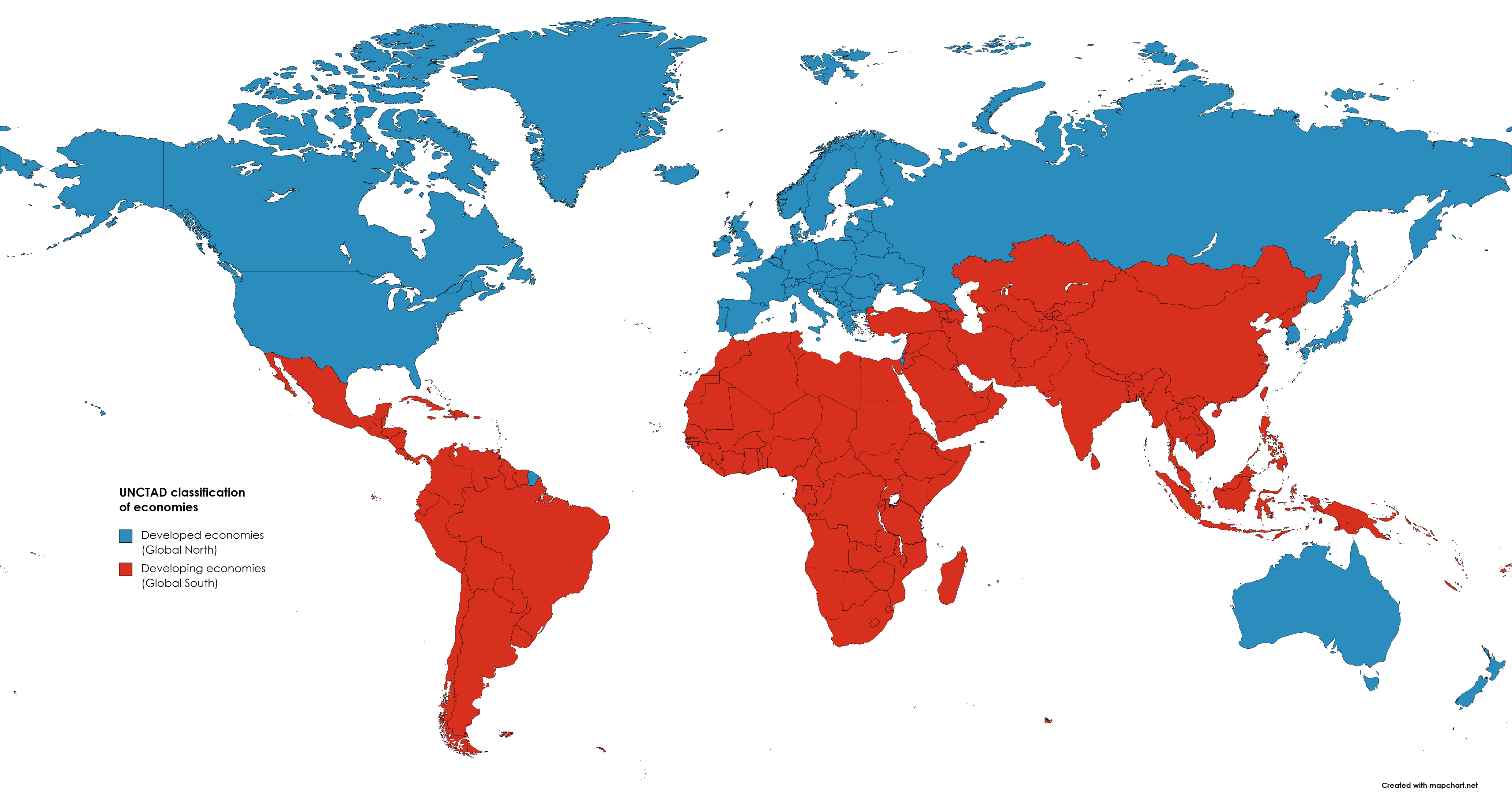
国際連合貿易開発会議による分類
青色はグローバルノース
赤色はグローバルサウス

BRICSと呼ばれるブラジル、ロシア、インド、中国、南アフリカで構成する5か国は、多極化する世界でリーダーシップの発揮を目指すとし、欧米の大国に対抗する姿勢を示している。2024年にエジプト、エチオピア、イラン、アラブ首長国連邦の4か国が正式に加盟国となり、2025年にはインドネシアが加盟しBRICSは10か国体制となった。これによって習近平が狙う「アメリカ一極体制から多極化へ」の地殻変動が、実現に向けて深まりを見せている。
2022年露宇戦争以降、多極化する世界で影響力を強めてグローバルサウス（新興国・途上国）を陣営に取り込もうとするせめぎ合いが、欧米日（G7）と中露（BRICS）間で激しさを増しており、競合する複数の陣営から成る「多極化した世界」が到来している。